# Trish Stratus
Patricia Anne Stratigiasová, známější pod svým ringovým jménem Trish Stratus (* 18. prosince 1975 Toronto), je kanadská profesionální wrestlerka, herečka a televizní osobnost. Je to také bývalá fitness modelka. Pracuje ve společnosti WWE, v show RAW

## Život
Vyrůstala v Richmondhillu v Ontariu, Kanadě, kde navštěvovala střední školu Bayview. Byla přijata na univerzitu v New Yorku, kde studovala obor biologie, také hrála fotbal a lední hokej. Při její práci recepční v místní posilovně byla oslovena vydavatelem magazínu MuscleMag, aby absolvovala zkušební focení pro tento časopis. Později, v květnu roku 1998, se objevila na jeho titulní stránce tohoto časopisu a podepsala se společností dva roky smlouvu. Objevovala se i v jiných časopisech. Mezitím se i připojila k Big Daddy Donniemu a Jeffu Markovi jako třetí moderátorka živého vysílání wrestlingu v rádiu na Toronto Sports Radio, FAN 590.
Již od dětství byla velkým fanouškem wrestlingu. Její moderátorská práce zaujala pozornost největší wrestlingové společnosti současnosti, dříve známé jako World Wrestling Federation (WWF), později World Wrestling Entertaiment (WWE). V listopadu 1999 zde podepsala víceletý kontrakt. Trénoval ji Ron Hutchinson.
Na začátku působení v byla zapojena do sexuálně zaměřených příběhových linií, jako bylo řízení týmu T&A a aférka s Vincem McMahonem. Později se stala Hardcore šampiónkou, třikrát "Babe of the Year" a byla prohlášena "divou desetiletí". Po téměř sedmi letech z celého wrestlingového světa odešla. Její zcela nečekaný návrat se udál 27. února roku 2023 v show Raw,
Mimo profesionální wrestling se Trish Stratus objevila na řadě titulních stránek časopisů a byla zapojena do charitativních akcí. Také moderovala mnoho televizních pořadů.

## World Wrestling Federation/Entertaiment

### Manažerka (2000-2001)
Svůj debut udělala 19. března 2000 v epizodě Sunday Night Heat pod jménem Trish Stratus. Stala se manažerkou wrestlerů Test a Prince Albert, později tým T&A. Svůj ringový debut udělala ale až 22. června v epizodě Smackdown, týmovém zápase T&A s Trish proti Hardy Boyz a Litě. Feud mezi Litou a Trish pokračoval i na Raw, což vedlo k zápasu který se uskutečnil 24. července v epizodě této show. Trish zápas vyhrála s pomocí Stephanie McMahon. Do konce roku 2000 se účastnila několika zápasů o titul, všechny ale skončily neúspěšně. Tým T&A se později rozpadl. 

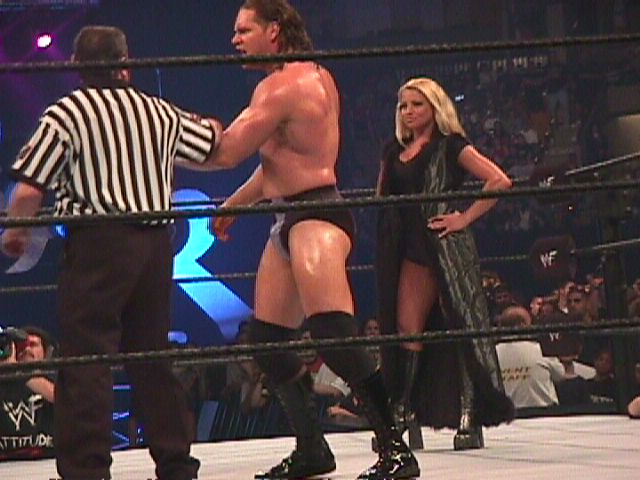
Společně s T&A Trish dělala chvíli manažerku i Val Venisovi

Na začátku roku 2001 byla zapojena do storyline s manažerem WWE, Vince McMahon a to v době, kdy byla jeho manželka Linda tzv. kayfabe. Trishin a Vincův vztah rozbouřil jeho dceru, později heel (záporný wrestler), Stephanii McMahon. Na show No Way Out v únoru Stephanie porazila Trish v zápase. Vince řekl Trish že byla jen hračka se kterou ho už nebaví si hrát a že je konec. To pokračovalo i další týden na Raw kdy Vince donutil Trish vysvléct se do svého černého spodního prádla v ringu a chodit jako pes. Storyline skončila na WrestleManii X-sedm když Trish dala Vincovi facku během jeho zápasu proti vlastnímu synovi Shaneovi.

### Women's šampionka (2001–2003)
Na show InVasion se Trish spojila s Litou proti Stacy Keibler a Torrie Wilson. Poté, co ale utrpěla zranění kotníku byla z ringu na tři měsíce vyřazena. To přerušilo storyline - románek s Jeffem Hardym a nadějného týmu Team Xtreme. Mezitím co byla rehabilitována se účastnila show Excess na TNN, kde s ní byl rozhovor. Když se v listopadu vrátila, měla zápas na Survivor Series kde vyhrála svůj první WWF Women's titul. Příští týden byla zapojena do feudu s Jazz, v zápase s ní na Royal Rumble si ale titul obhájila. Ztratila ho až 4. února 2002 v epizodě Raw. Trish šla pak několik měsíců zpátky po titulu a dokonce se účastnila Triple Threat zápasu na WrestleManii X8 proti Litě a Jazz ve svém rodném Torontu. Zápas ale nedokázala vyhrát. I přesto ale 6. května získala WWE Hardcore šampionát tím, že porazila Crash Holly a Bubba Ray Dudley. Brzy ho ale ztratila nad Stevenem Richardsem. O týden později si místo toho získala zpět Women's titul. Krátce nato byla povolána do rosteru WWF Brand Extension.
Její druhé Women's panování skončilo 23. června když byla v show King of the Ring od Molly Holly. V červenci se jí ale podařilo v show Unforgiven získat titul zpět. I když měla feud s Molly Holly, začal spor i s Victorií která prohlašovala, že jí Trish zradila když dělaly fitness modelky. Tyto dvě spolu pak měly několik zápasů o titul které Trish vždy vyhrála až do Survivor Series kde Victoria titul získala v Hardcore zápase. 17. března 2003 Victoria a Steven Richards porazili Jazz a Trish Stratus v týmovém zápase když Jazz na Trish zaútočila. Po tomto zápase Jeff Hardy zachránil Trish od útoku Victorii a Richardse a políbil ji. Trish se stala Hardyho přítelkyně ještě jednou (pouze v rámci příběhu). Pár se líbal v zákulisí a pomáhal si v zápasech. Nikdy nebyl ale připomenut jejich bývalý vztah. Děj poklesl, když v WWE v dubnu Hardyho propustila. To znamenalo již podruhé, že jejich románek byl přerušen kvůli neúspěchu v jednom z jejich osobních životů. Ani v jednom případě nikdy nedošlo k závěru.

Na WrestleMania XIX Trish porazila Victorii která prošla heelturnem (zápornou wrestlerkou) aby získala čtvrtý titul poražením Jazz a vyrovnala tak se zemí rekord který držela Fabulous Moolah. V následujících měsících byla ale zapojena do feudu s Gail Kim. To ale netrvalo moc dlouho, Gail se totiž spojila s Molly Holly a Trish si už nevšímaly. Nakonec se děj ale obrátil a s proti Trish se postavily jak Gail, tak Molly. Trish pak byla v týmu s Litou která se zrovna vrátila po zranění. Společně porazily Gail i Molly vč. v zápase na Unforgiven. Později, 1. prosince, se podílely na týmovém zápase. Po něm Trish slyšela jak si Chris Jericho a Christian (později heel), který chodil s Litou, povídají o tom, že se vsadili, kdo z nich bude mít s ženami (v tomto případě Trish a Lita) sex jako první. To vedlo k feudu mezi dvěma muži a ženami který skončil "soubojem pohlaví" - zápasem na show Armageddon, který ženy prohrály. Trishin vztah s Jerichem trval do dalšího roku s novým úhlem pocitů. Christian byl také opět na chvíli face (hodný wrestler) ale pak opět prošel heelturnem. Během zápasu na WrestleManii XX prošla Trish poprvé za svou kariéru heelturnem také a to tak, že zradila Jericha a Christiana. Trish se obhájila tak, že Christian je opravdový muž zatímco Jericho vypadá jako nemocné štěně. Tým Trish a Christiana se další noc na Raw připojil k "řešení problému" Tysona Tomka 

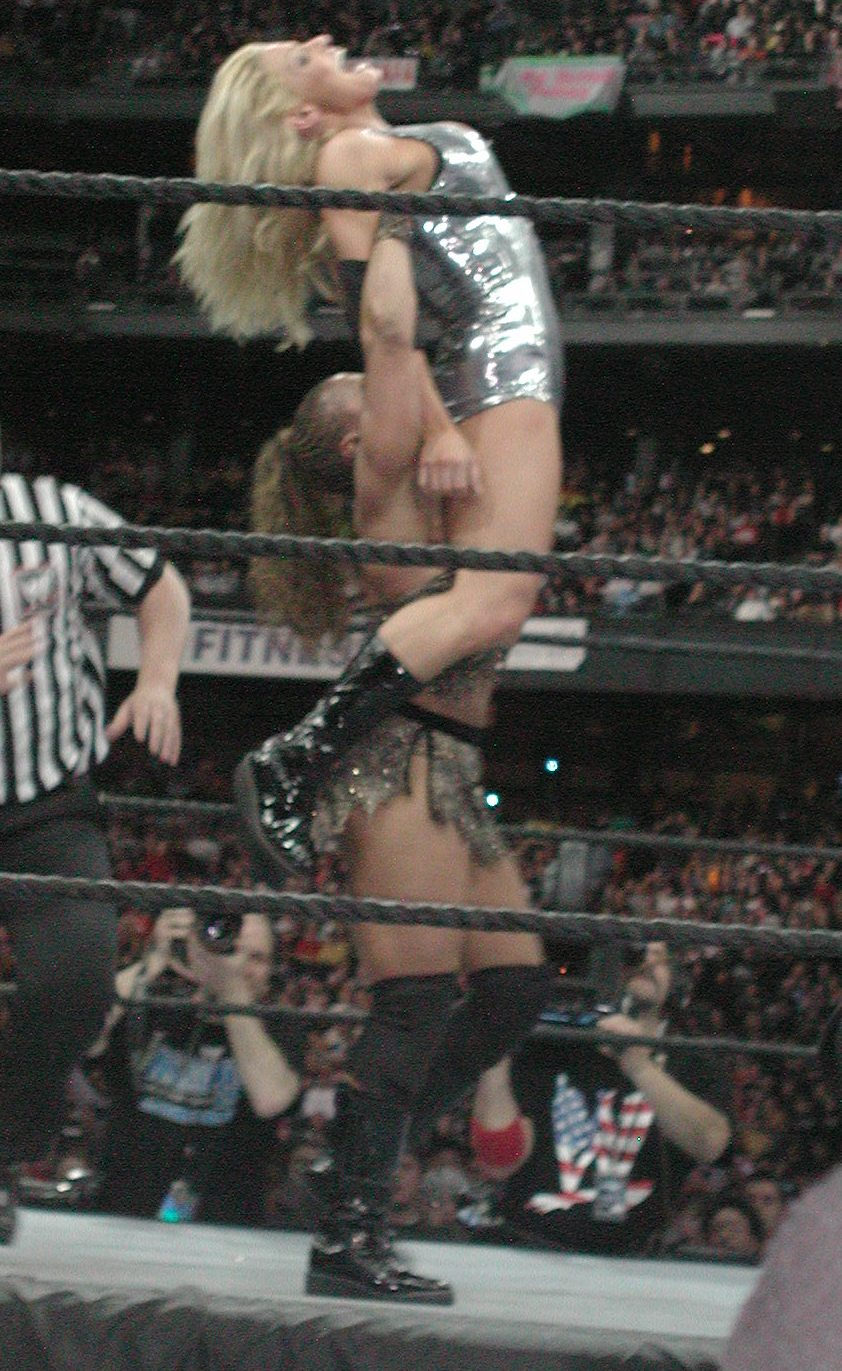
Trish vs. Jazz

Trish získala již popáté svůj Women's titul a to v zápase na show Bad Blood 13. června. V červenci si ale zlomila ruku což způsobilo, že byla mimo ring přes měsíc. Po svém návratu začala obhajovat titul ale držela ho jen do té doby, než ho 6. prosince prohrála s Litou. O měsíc později se zápas opakoval ale během něho se Lita zranila. Nový feud se vyvíjel mezi Trish a vítězkou soutěže Diva Search, Christy Hemme. Trish na ní zaútočila kvůli tomu, že jí záviděla obálku časopisu Playboy. Sprejem jí na záda napsala "dě*ka (v angličtině 'slut'). Christy jí to ale oplatila a později se ukázalo, že jí trénovala Lita na zápas o titul na WrestleManii 21 který zvládla úspěšně.

### Feud s Mickie James; odchod (2005–2006)
V květnu 2005 byla Trish v rámci příběhu zraněna Big Daddy V. Do Raw se vrátila 12. září 2005 a prošla faceturnem. Spojila se s Ashley Massaro proti Vince's Devils. Spor se podílel i s novou, debutující divou Mickie James, která sama sebe popsala jako Trishinu největší fanynku. Na Eddie Guerrero Tribute Show se Trish účastnila velké Divas Battle Royal kterou ale vyhrála Smackdown diva Melina. Příští týden, MNM na rozkaz Meliny Trish unesl a poté ji svázal a přinutil jí k zápasu o titul s Melinou. Zápas se uskutečnil na Survivor Series, Trish si ale titul obhájila. Trish a Mickie pokračovaly ve svém "týmování" ale koncem roku 2005 Mickyin charakter začal být doslova na Trish posedlý. 26. prosince se storyline mezi Trish a Mickie změnila v lesbický příběh když ji Mickie políbila pod větvičkou jmelí což Trish překvapilo a utekla do šatny. Tento zvláštní vztah pokračoval až do roku 2006 kdy se tyto dvě divy proti sobě postavily v zápase na New Year's Revolution, Trish ale vyhrála. I přes porážku Mickie neustále Trish milovala což jí dovedlo cítit se nepříjemně. 6. března 2006 Trish Mickie řekla, že potřebuje soukromí. Duo se usmířilo 18. března když se společně postavilo proti Victorii a Candice Michelle. Mickie se však během zápasu obrátila na druhou stranu a na Trish zaútočila. Velký zápas se uskutečnil na WrestleManii 22 kde Mickie Trish porazila a vzala si od ní titul. Při zápase si ale Trish vykloubila rameno po tom, co vyskočila z ringu. Rehabilitovala se po dobu šesti týdnů.

Vrátila se 26. června a začala si románek s Carlitem poté, co ji zachránil od double útoku Meliny a Johnny Nitro. Později tito dva zápasili jako tým a podařilo se jim vyhrát mnoho zápasů proti Melině a Nitrovi. Jako tým zápasili i proti WWE šampiónovi Edge a jeho tehdejší manželce Litě. Měli spolu více zápasů, vč. 6 Person Tag Team - Lita, Edge a Randy Orton porazili Trish Stratus, Carlito a Johna Cenu po tom, co Randy dal Trish svůj chvat 'RKO' a Lita jí odpinovala. Na konci srpna Lita uvedla, že Trish odejde z WWE po show Unforgiven. Tato informace byla později potvrzena samotnou Trish. 17. září na Unforgiven ve svém rodném městě Torontu, Trish vyhrála zápas proti Litě díky legendárnímu chvatu kanadského wrestlera Breta Harta, Sharpshooter. 

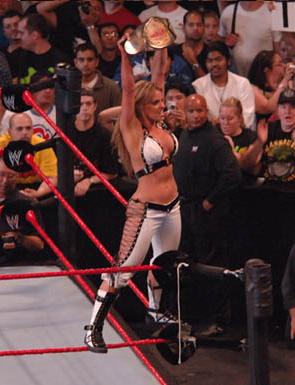
Trish oslavuje vítězství ve svém posledním zápase

### Poloviční vystoupení
Speciální vystoupení udělala Trish 10. prosince 2007 na 15. výročí show Raw tím, že společně s Litou napadly zpívající Jillian Hall. Další udělala 5. května 2008 na Raw ve svém rodném městě Torontu v kanadském Ontariu. Zúčastnila se zde zákulisního segmentu s Ronem Simmonsem a Trevorem Murdochem. Svůj první zápas za poslední dva roky měla 22. prosince 2008 v epizodě Raw. Ona a John Cena porazili její bývalou kamarádku Beth Phoenix a Santino Marellu. Také se stala speciálním hostem 14. září 2009 na Raw v Torontu. Tam byla v zákulisí s Beth Phoenix a bývalým přítelem Chrisem Jerichem. Byla tam i v 6 Tag Team zápase - v týmu byla s MVP a Markem Henrym, společně porazili Beth Phoenix, Chrise Jericha a Big Show.
Další překvapující vystoupení udělala na show Elimination Chamber 2011 kde oznámila, že bude trenérkou pro show Tough Enough. Tu samou noc zastavila LayCool aby zaútočili na Kelly Kelly. Krátce potom spolu Trish a Kelly oslavovaly vítězství. 14. března 2011 byla v epizodě Raw v zápase proti Vickie Guerrero který prohrála kvůli tomu, že Vickie pomohli LayCool a Dolph Ziggler. Po zápase jí přišli podpořit John Morrison a hvězda noci Nicole "Snooki" Polizzi (z MTV show Jersey Shore). Vickie pak vyzvala Snooki, Morrisona a Trish na zápas na WrestleManii XXVII proti týmu LayCool a Ziggler. Na WrestleManii 27 Trish a její tým Snooki a Morrison porazili tým Zigglera a LayCool. Další večer na Raw se stalo to samé, tentokrát ale bez Snooki. 6. června se v epizodě Raw objevila v zákulisí se svým kolegou, komentátorem Bookerem T, byli ale vyrušeni Jackem Swaggerem. 

### Návrat do WWE
Její zcela nečekaný návrat se udál 27. února roku 2023 v show Raw a týmovala s Becky Lynch. Tu zradila 8. května, jejich spor vyvrcholil na akci Night of Champions, kde za pomocí Zoey Stark vyhrála. Odveta proběhla na akci Payback. Zápas ale skončil bez vítěze.

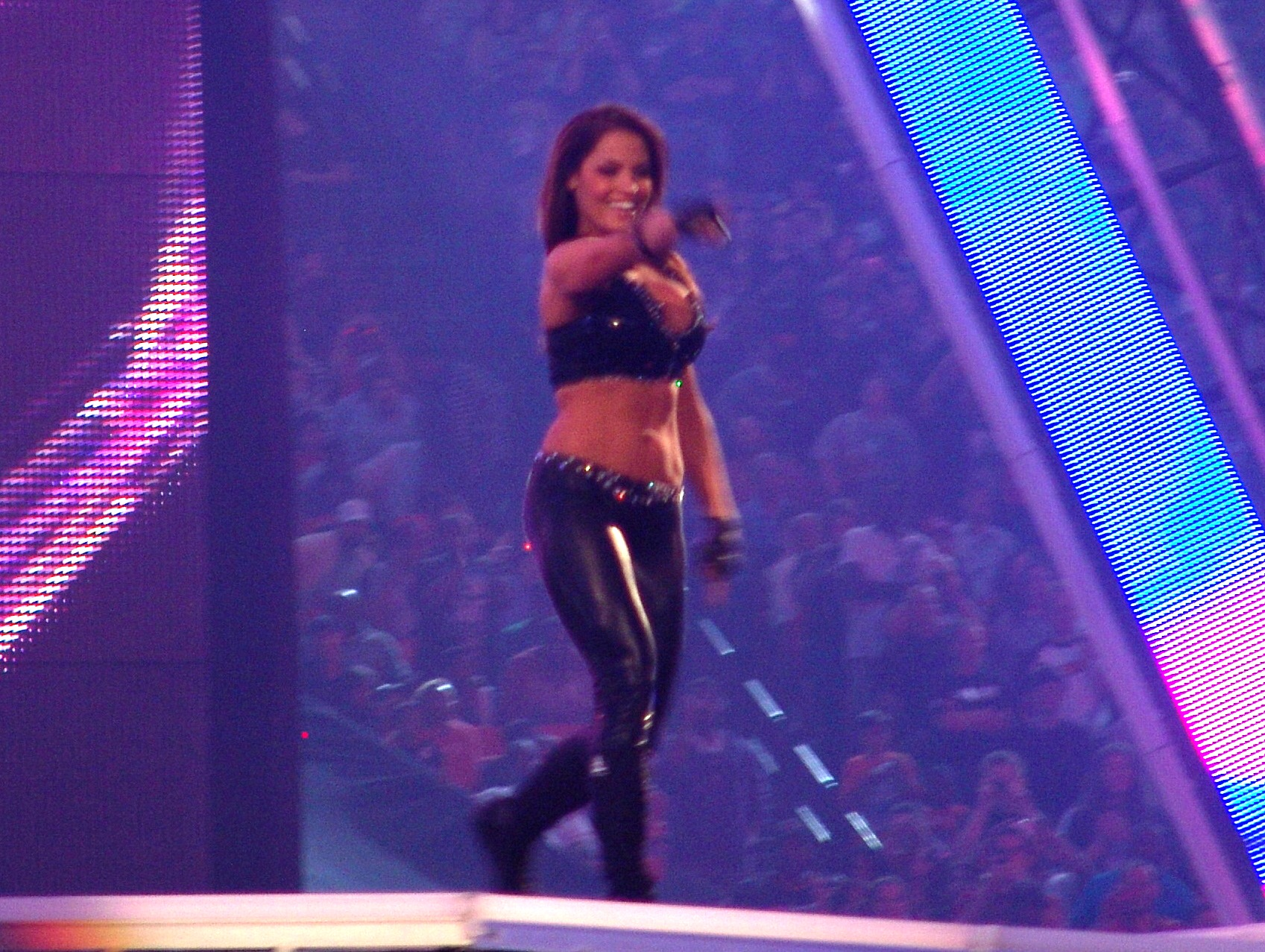
Tris Stratus na WrestleManii 28

## Ostatní media
Od roku 2001 je Trish moderátorkou pořadu World Natural Sports Association. Dne 3. června 2006 hostovala Walk of Fame akci kde zazpívala song z filmu Chicago. Během akce se políbila se svou kolegyní, kanadskou herečkou Pamelou Anderson.
Od konce 2006 až do poloviny ledna 2007 se Trish přestěhovala do Muncie v Indianě kvůli seriálu Armed & Famous na CBS ve kterém hrála. 10. ledna 2007 CBS ale pořad stáhnul z obrazovek poté, co byly odvysílány jen 4 epizody. Po odstranění této show začala Trish moderovat zábavní a mezi Kanaďany velmi oblíbený pořad The Second City's Next Comedy Legend.

V září 2007 oznámila, že si v Vaughan v Ontariu otevře vlastní jóga studio jménem Stratusphere Yoga. Studio se otevřelo v roce 2008 a v ten samý rok vydala svou vlastní show Stratusphere. Trish má svou vlastní odemknutelnou postavu ve video hře Smackdown vs Raw 2010. Také je její postava ke stažení ve video hře WWE'12. 

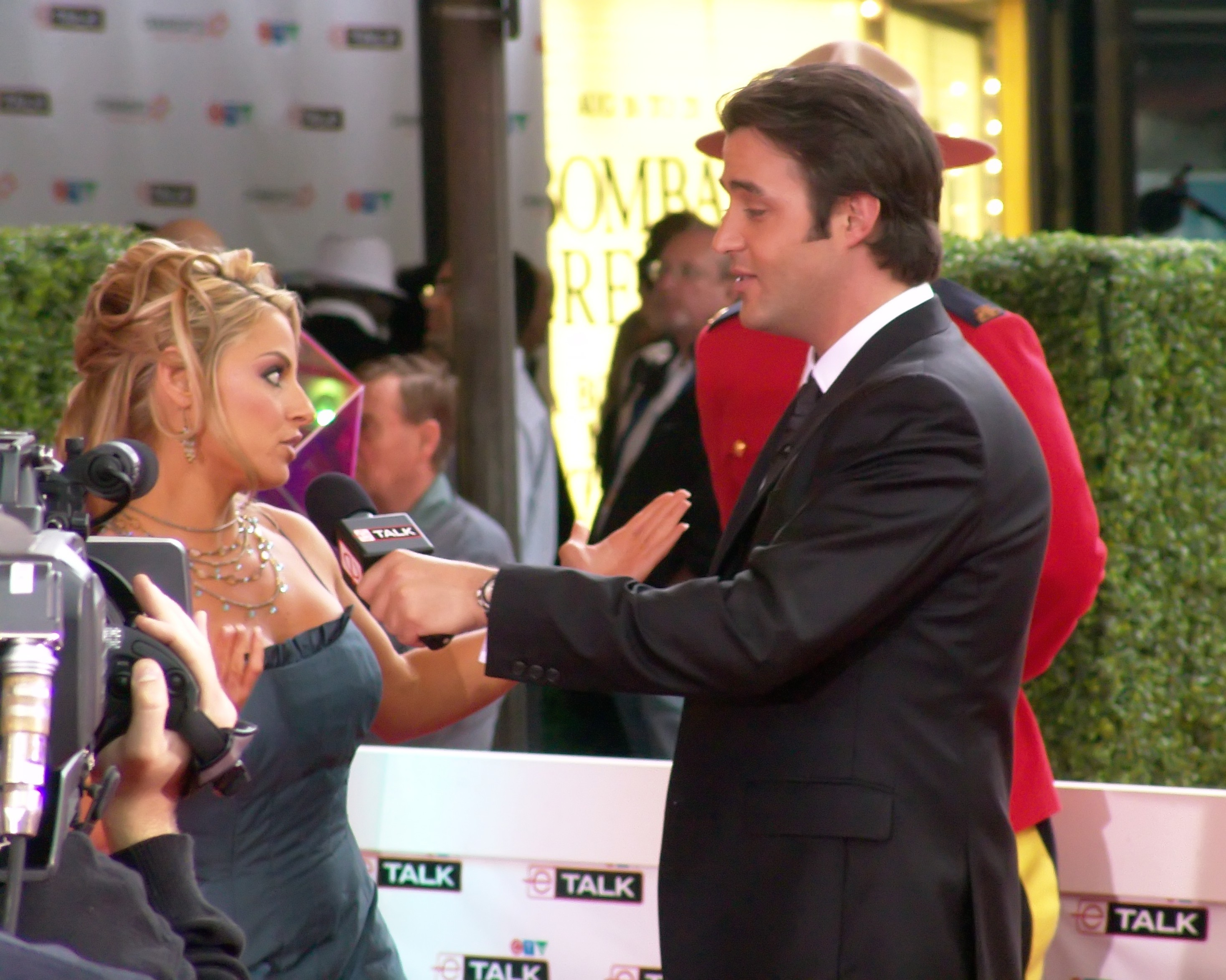
Trish Stratus dělá rozhovor s Benem Mulroney

Její první akční kanadský film, Bounty Hunters/Bail Enforcers, vyšel v roce 2011. Zahrála si zde roli Jules Taylor, premiéra filmu byla na ActionFest 2011.

## Osobní život
Patricia je řeckého a polského původu, je to nejstarší dcera Johna a Alice Stratigias. Má dvě sestry, Christie a Melissu. Svého přítele od střední školy, Rona Fisico, si vzala 30. září 2006. Svatby se účastnili i její teď už bývalé kolegyně jako Lita, Ivory, Molly Holly, Torrie Wilson, Victoria, Maria Kanellis, Ashley Massaro a Mickie James. Její svatební šaty byly zveřejněny na obálce časopisu Today's Bride. Krátce po svatbě Trish dostala nabídku na účast v show Armed & Famous a tak se místo líbánků natáčelo. Trish je také zapojena do mnoha charitativních organizací jako Ronald McDonald House, Dreams Take Flight nebo Special Olympics. 29. března 2008 se účastnila triatlonu společně s ostatními celebritami na pomoc získání peněz pro nadaci Dignitas International. 

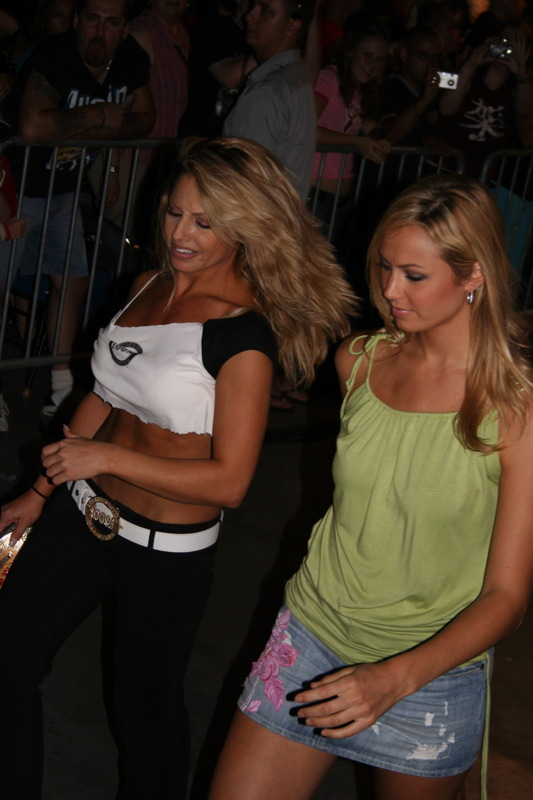
Trish Stratus a Stacy Keibler

## Ve wrestlingu
Zakončovací chvaty
- Chick Kick (Roundhouse kick)
- Stratusfaction (Springboard bulldog) Trish provádí chvat Stratusfaction na Victorii

Jako manažerka
- Albert
- Ashley Massaro
- Kurt Angle
- Beth Phoenix
- Lita
- Carlito
- Christian
- Bubba Ray Dudley
- Chris Jericho
- Test
- Tyson Tomko
- Viscera
- Val Venis
- Jeff Hardy
- Triple H
- John Morrison

Přezdívky
- "The Quintessential WWE Diva"
- "Canada's Greatest Export"
- "Diva of the Decade"

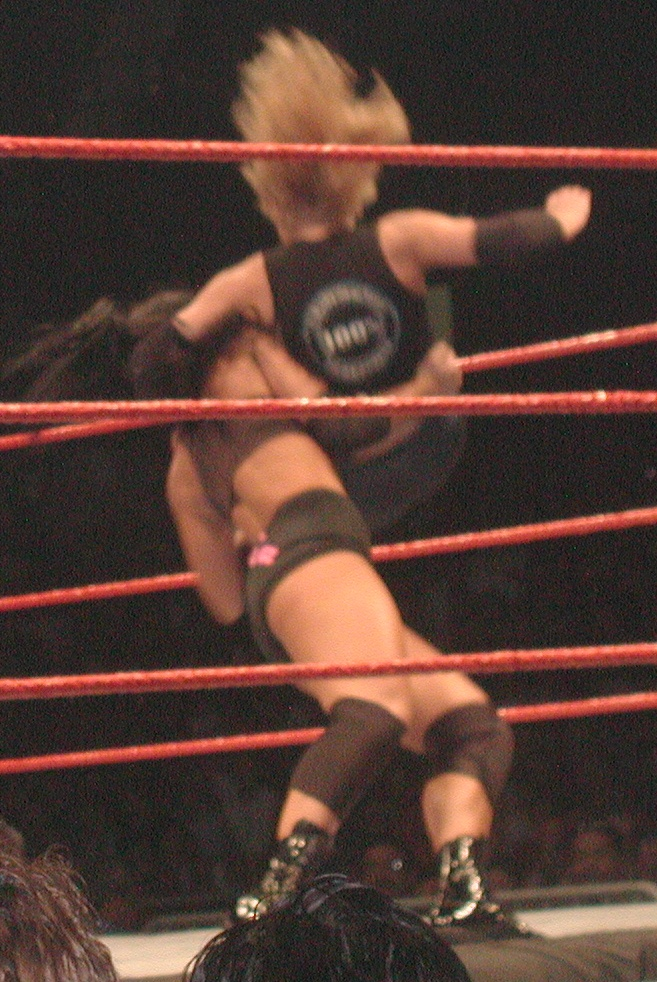
Trish provádí chvat Stratusfaction na Victorii

- "Toronto's Finest Gift to the WWE"

Theme songy
- "Emergency" od Rick DiFonzo z hudební produkce Backspin (WWF; 22. červen 2000-únor 2001)
- "Whiplash" od Code Red z Extreme Music (WWF/WWE; 2. dubna 2001-30. září 2002)
- "Time to Rock & Roll" od Lil Kim (WWE; 17. říjen 2002-Současnost)